# Accords de Madrid de 1953
Les appelés accords de Madrid de 1953 (en espagnol, Pactos de Madrid) sont trois « accords exécutifs » signés à Madrid le 23 septembre 1953 entre les États-Unis et l'Espagne, alors sous la dictature du général Franco. Il est décidé l'installation sur le territoire espagnol de quatre bases militaires en échange d'une reconnaissance diplomatique et d'un soutien économique et militaire.
Pour le régime franquiste, ils représentent, conjointement avec le concordat avec l'Église catholique signé un mois auparavant, l'intégration définitive dans le bloc occidental après l'isolement subi après-guerre à cause de son soutien aux puissances de l'Axe.

## Antécédents

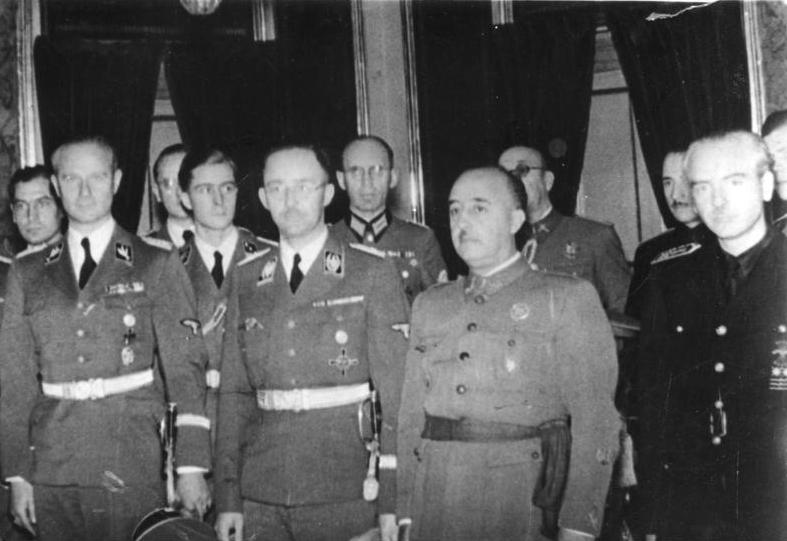
Heinrich Himmler (gauche) et Francisco Franco (droite), à Madrid en 1940.

Après la guerre, le régime espagnol se trouve dans un état d'isolement diplomatique. C'est une des dernières dictatures d'Europe de l'Ouest avec le Portugal, et la France et la Grande-Bretagne lui sont hostiles. L'adhésion à l'OTAN, l'ONU et au plan Marshall lui sont refusées, et les sanctions diplomatiques se multiplient. En 1946, la France ferme même sa frontière dans les Pyrénées. Face à cet isolement, Franco décide de se tourner vers l'Amérique du Nord et du Sud.
Fin 1947 apparaissent les premiers indices de la volonté de changement d'attitude des puissances occidentales envers le régime de Franco dans un contexte global de rupture entre anciens alliés de la Seconde Guerre mondiale - le « monde libre » face à la « dictature communiste », selon les mots du président Harry Truman. Dans la guerre froide, le régime franquiste, viscéralement opposé au communisme depuis la guerre civile et contrôlant un territoire à la valeur géostratégique essentielle face à une possible invasion de l'Europe par l'Armée rouge, tire son épingle du jeu. En novembre 1947, les États-Unis s'opposent avec succès à une nouvelle condamnation du régime de Franco par l'ONU et au vote de nouvelles sanctions. Quatre mois plus tard, la France ouvre de nouveau la frontière des Pyrénées et, entre mai et juin 1948, conclut avec l'Espagne, conjointement avec le Royaume-Uni, des accords commerciaux et financiers. Début 1949, le régime franquiste reçoit le premier crédit accordé par une banque des États-Unis avec l'approbation de son gouvernement, d'une valeur de 25 millions de dollars. Peu auparavant, le président du comité des Forces armées du Sénat nord-américain fait une visite officielle en Espagne.

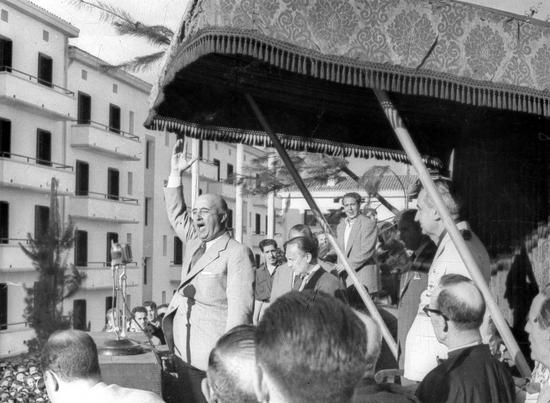
Franco donnant un discours à Eibar en 1949. Pendant l'époque de l'isolement du régime, le général Franco apparait rarement en uniforme, contrairement à d'autres époques de la dictature.

Le processus de « réhabilitation » de la dictature franquiste est formellement achevé en 1950, lorsqu'éclate en juin la guerre de Corée, première confrontation périphérique entre les deux blocs. À la nouvelle de l'invasion de la Corée du Sud par la Corée du Nord, le gouvernement espagnol se hâte d'envoyer une note à la Maison Blanche : « l'Espagne souhaiterait aider les États-Unis à contenir le communisme en envoyant des forces armées en Corée ». Le gouvernement nord-américain se contente de remercier l'Espagne, mais dès le mois suivant, le Sénat, sur proposition du démocrate Pat McCarran — membre du Spanish Lobby créé par José Félix de Lequerica, représentant officieux du gouvernement espagnol à Washington — autorise Export-Import Bank à accorder à l'Espagne un crédit de 62,5 millions de dollars.
Le 4 novembre 1950, l'Assemblée générale de l'ONU annule par une large majorité la résolution de condamnation du régime franquiste de décembre 1946. Les États-Unis votent pour, de même que 37 autres pays. La France et le Royaume-Uni, qui sont méfiants vis-à-vis de ce pays ennemi peu avant, s'abstiennent, de même que 10 autres pays, et 10 pays votent contre. Dans les mois suivants reviennent à Madrid les ambassadeurs occidentaux et est approuvée l'entrée de l'Espagne dans les organismes internationaux spécialisés de l'ONU.
L'intérêt des États-Unis pour l'Espagne s'explique par sa valeur géostratégique : en plus du « contrôle du détroit de Gibraltar, le territoire péninsulaire peut servir aussi de base arrière pour le dispositif militaire nord-américain en Europe, tandis que les îles Canaries permettent le contrôle d'une vaste zone de l'Atlantique et de l'Afrique nord-occidentale ».

## Accords

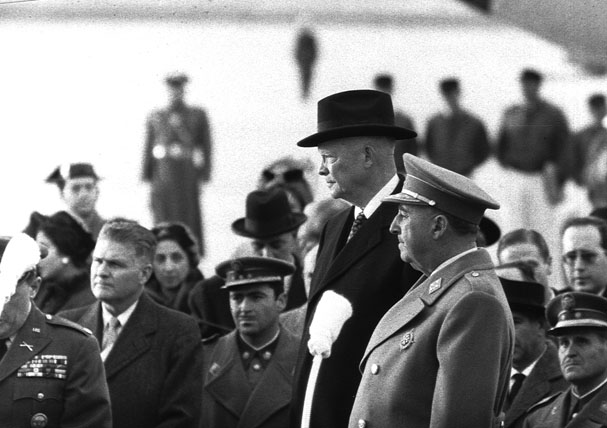
Le dictateur de l'Espagne, Francisco Franco, et le président des États-Unis, Dwight Eisenhower, dans la base américaine de Torrejón, à l'est de Madrid, en 1959.

Les négociations avec les États-Unis commencent en avril 1952. La délégation nord-américaine est dirigée par le général August Kissner pour les sujets militaires et par George Train pour les économiques, et l'espagnole par le général Juan Vigón. Les réticences initiales une reconnaissance et un soutien politique personnel à Franco, sont surpassées après l'élection du président Dwight Eisenhower. Il nomme comme ambassadeur à Madrid James Dunn, moins inflexible que son prédécesseur à entendre les conditions du gouvernement espagnol. L'accord est signé le 23 septembre 1953. Il n'a pas le rang de traité, comme le demande le gouvernement espagnol, mais de « pacte exécutif » entre gouvernements (agreement) parce que pour signer un traité eût été nécessaire l'approbation du Sénat, où la majorité refuse de collaborer avec la dictature de Franco.

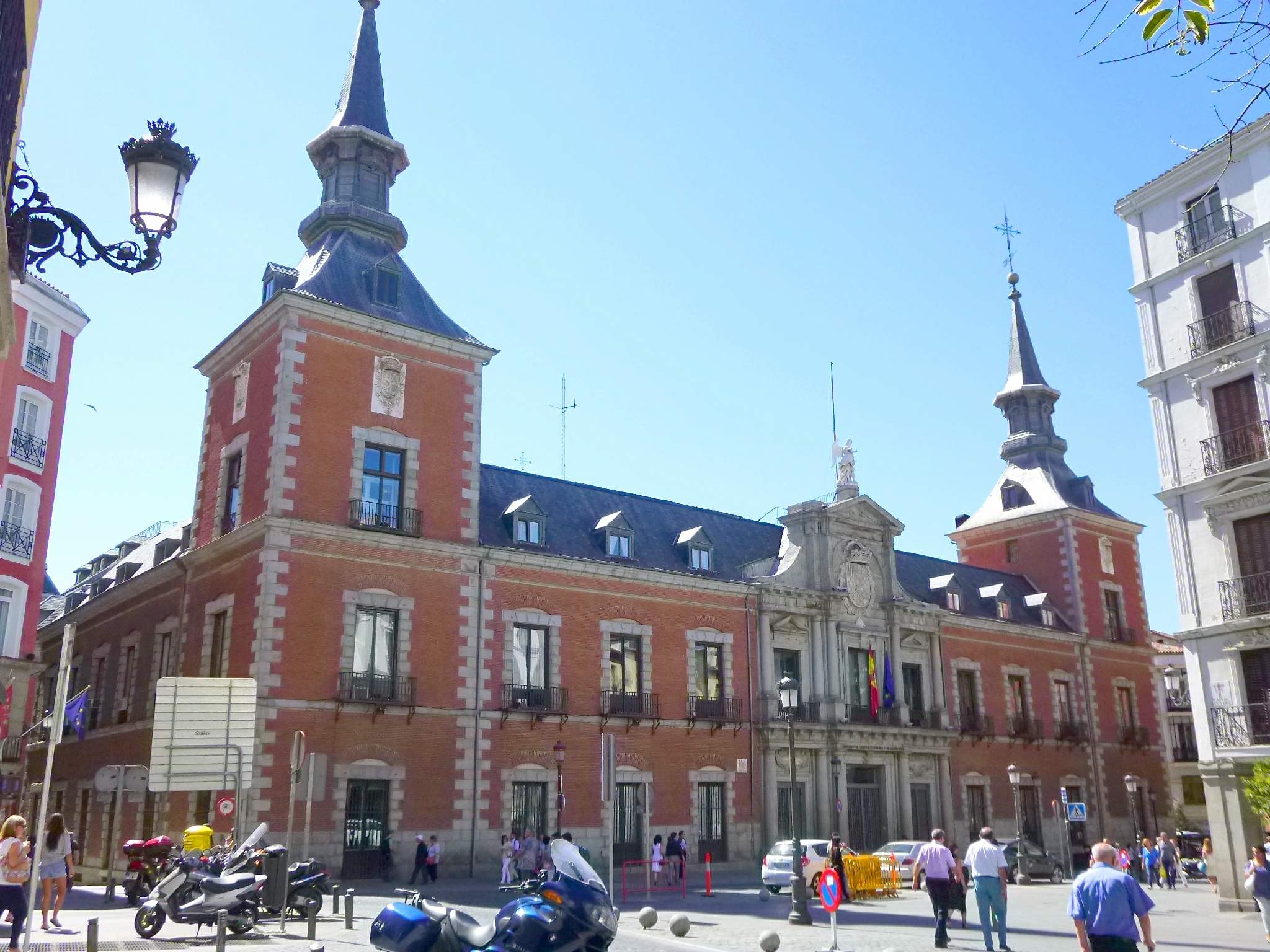
Palais de Santa Cruz (Madrid), siège du ministère des Affaires étrangères où sont signés les accords de Madrid.

Au moment de la signature des pactes, au palais de Santa Cruz, siège du ministère des Affaires étrangères, il apparaît déjà qu'il ne s'agit pas d'un accord entre égaux. L'Espagne est représentée par le ministre des affaires étrangères, Alberto Martín-Artajo, et le ministre du Commerce, Manuel Arburúa, tandis que la représentation américaine se résume à son ambassadeur à Madrid et au président de la Chambre de commerce nord-américaine en Espagne.
Les pactes de Madrid rassemblent sous le même nom trois accords : le premier se rapporte aux fournitures de matériel de guerre que les États-Unis fournissent à l'Espagne ; le second traite de l'aide économique, et comprend l'allocation de crédits importants ; le troisième, et plus important, se rapporte à la défense mutuelle, et consiste à l'établissement de bases militaires nord-américaines en territoire espagnol, et à l'engagement du gouvernement espagnol d'apporter « au développement et maintien de son propre niveau de pouvoir défensif et de celui du monde libre [...] la pleine contribution que lui permettent son potentiel humain, ses ressources, ses installations et les conditions économiques générales », tout cela « dans la mesure de sa stabilité politique et économique », ce qui constitue une garantie du soutien nord-américain au régime franquiste. L'accord sur les bases déclare :

« Le gouvernement de l’Espagne autorise le gouvernement des États-Unis […] à développer, maintenir et utiliser à des fins militaires, conjointement avec le gouvernement de l’Espagne, telles zones et installations en territoire espagnol et sous juridiction espagnole que les autorités compétentes des deux gouvernements s'accorderont à considérer comme nécessaires aux buts de la présente Convention. [...] Les zones qui en vertu de la présente Convention seront préparées pour leur utilisation conjointe, resteront toujours sous pavillon et commandement espagnols et l’Espagne assumera l’obligation d’adopter les mesures nécessaires à leur sécurité extérieure. Néanmoins, les États-Unis pourront, en toute occasion, exercer la nécessaire vigilance sur le personnel, les installations et les équipements américains.
El gobierno de España autoriza al gobierno de Estados Unidos... a desarrollar, mantener y utilizar para fines militares, juntamente con el gobierno de España, aquellas zonas e instalaciones en territorio español bajo jurisdicción española que se convenga por las autoridades competentes de ambos gobiernos como necesarias para los fines de este Convenio. [...] Las zonas que en virtud de este Convenio se preparen para su utilización conjunta, quedarán siempre bajo pabellón y mando español y España asumirá la obligación de adoptar las medidas necesarias para su seguridad exterior. Sin embargo, los Estados Unidos, podrán, en todo caso, ejercer la necesaria vigilancia sobre el personal, instalaciones y equipo estadounidenses. »

Les bases sont ainsi théoriquement sous la souveraineté conjointe de l'Espagne et des États-Unis, mais il existe un protocole additionnel secret, révélé des années plus tard, selon lequel les États-Unis pouvaient décider unilatéralement de les utiliser « en cas d'évidente agression communiste menaçant la sécurité de l'Occident » sans obligation d'en rendre compte au gouvernement espagnol. D'autre part, y sont stockées des armes atomiques y compris dans la base de Torrejón située pourtant à quelques kilomètres seulement de Madrid.
La plus importante des bases est celle de Rota, qui domine l'entrée du détroit de Gibraltar. Elle représente, avec celle de Holy Loch, en Grande-Bretagne, et celle de Guam dans le Pacifique, une des trois seules bases dont disposent les États-Unis à l'extérieur pour l'utilisation des sous-marins Polaris, pouvant tirer le missile américain mer-sol-balistique-stratégique UGM-27 Polaris, entré en service en 1960.

## Conséquences directes

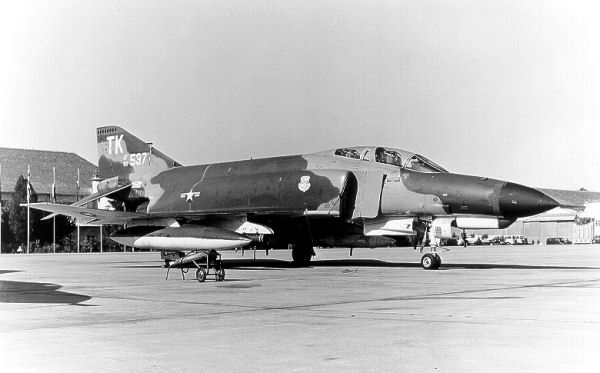
Avion de chasse nord-américain dans la base de Torrejón, 1970.

Durant les dix premières années d'entrée en vigueur des accords, qui seront prolongés, les américains installent en territoire espagnol quatre grandes bases militaires, trois aériennes (base aérienne de Morón, base aérienne de Saragosse et base aérienne de Torrejón de Ardoz) et une navale (base navale de Rota). S'y installent près de 7 000 militaires et leurs familles.
La compensation économique entre 1953 et 1963 atteint plus de 1 500 millions de dollars, principalement sous forme de crédits gérés par la banque Export-Import pour acheter des produits nord-américains, surtout des aliments, du coton et du charbon. Elle se substitue en réalité au plan Marshall dont jouissent les autres pays d'Europe de l'Ouest et dont n'a pas pu profiter l'Espagne après-guerre.
L'aide militaire est de 456 millions en matériel de guerre de deuxième main, qui permet de moderniser les Forces armées pendant la dictature franquiste qui continuaient à utiliser les armes italiennes et allemandes de la guerre civile espagnole. Le gouvernement américain annonce que son usage doit se limiter aux aspects défensifs. 
Du point de vue géostratégique, l'Espagne est incorporée au système de défense occidental sans accéder à la prise de décisions, son entrée dans l'OTAN étant rejetée par véto des membres européens. L'OTAN est fondée l'année antérieure, en 1949. L'Espagne devient donc « un satellite stratégique, bien plus qu'un allié formel, des États-Unis ».
Le principal bénéfice des accords de Madrid est politique, puisque grâce à eux le régime franquiste quitte définitivement l'isolement international qu'il subit depuis 1945. Un point de vue  soutenu notamment par Stanley G. Payne : « il n'y a pas de doute que cette relation a fortifié l'image du Régime à l'intérieur du pays comme à l'extérieur. Martín Artajo affirma qu'il symbolisait la reconnaissance de la part des États-Unis de ce que la position de Franco était juste depuis le début. Néanmoins, il y avait une opposition assez forte à cet accord au sein de l'Espagne, bien qu'elle ne pouvait s'exprimer librement. Les critiques faisaient valoir que c'était une relation asymétrique et qu'il impliquerait l'Espagne ou au moins le territoire espagnol dans n'importe quel conflit international auquel prendraient part les États-Unis ». Il faut rappeler que l'Espagne n'avait pas participé à la Seconde Guerre mondiale, se déclarant tantôt neutre, tantôt non-belligérant, malgré un soutien aux pays de l'Axe, notamment militaire, avec la Division Azul sur le front russe.

## Conséquences actuelles

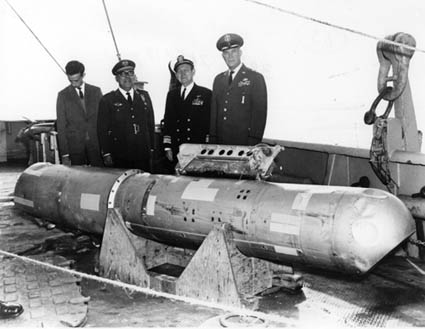
La bombe nucléaire B28, retrouvée à 870 m de fond, sur le pont de l'USS Petrel (ASR-14), 1966

Les bases seront le théâtre de plusieurs scandales non totalement résolus. En janvier 1966 se produit l'accident nucléaire de Palomares : les États-Unis perdent quatre bombes H de type W28 aux larges des côtes andalouses.  
Quelques jours avant le coup d'État manqué du 23 février 1981 en Espagne, alors en pleine transition démocratique, les bases militaires sont mises en alerte. L'absence de réaction officielle de Washington pendant les quelques heures d'incertitudes suscitera des suspicions et alimente les théories complotistes encore aujourd'hui. Les dossiers relatifs à l'événement n'ont pas encore été déclassifiés. 

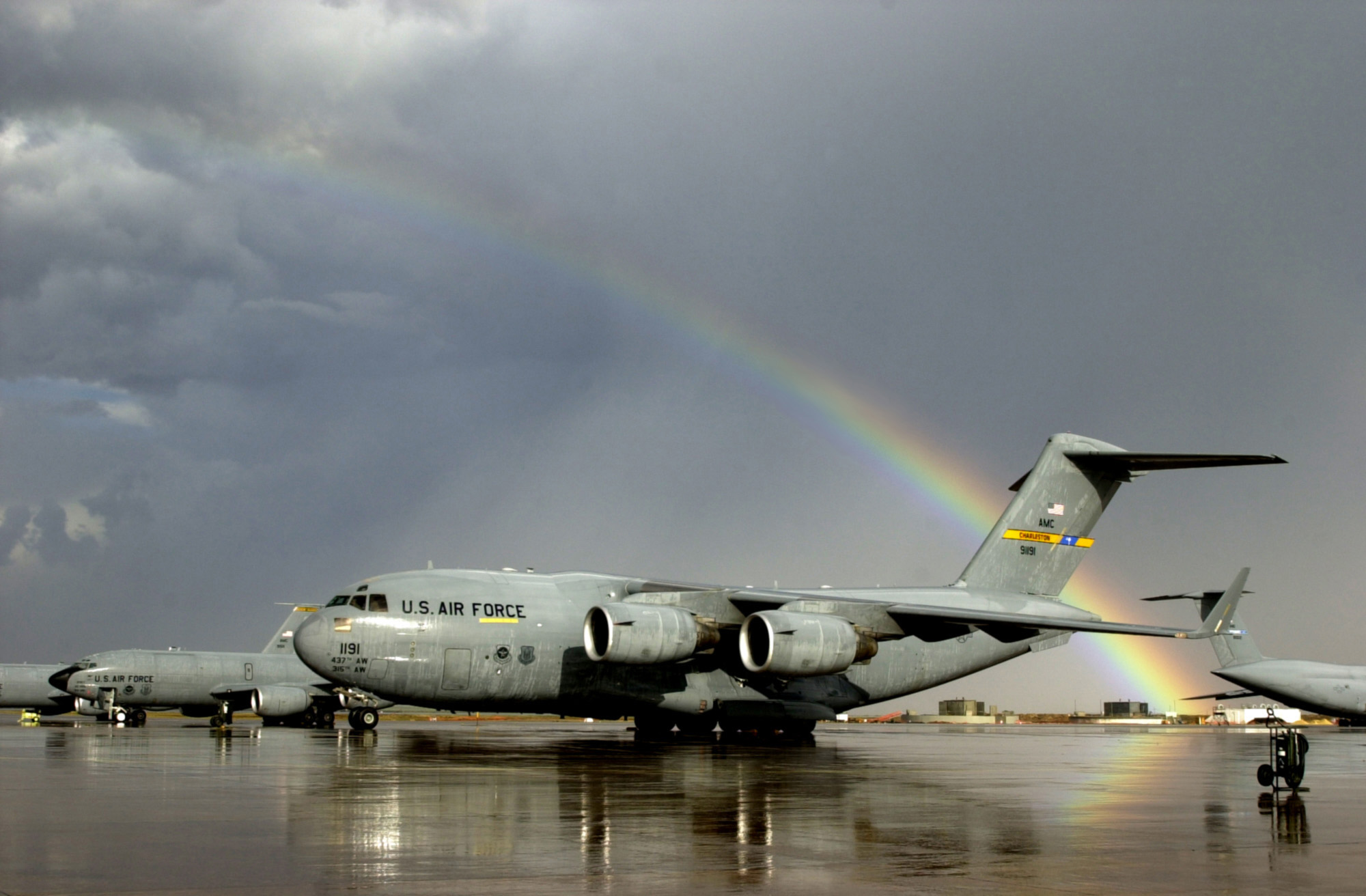
C-17 sur la base de Morón durant l'opération Enduring Freedom en 2001

Les États-Unis utilisent encore aujourd'hui (en 2017), et malgré les polémiques qu'elles suscitent régulièrement, la base aérienne de Morón, à moins de 60 km au sud-est de Séville ainsi que la base navale de Rota, dans la baie de Cadix, 100 km plus au sud. À près de 100 km de l'entrée du détroit de Gibraltar, elles sécurisent l'entrée de la mer Méditerranée et sont utilisées dans les opérations extérieures au Maghreb et en Afrique du Nord, notamment lors de l'intervention militaire de 2011 en Libye et la guerre du Mali.
La base de Torrejón de Ardoz, à proximité de Madrid, est restituée en 1992, et celle de Saragosse deux ans plus tard. Toutefois, l'intégration complète de l'Espagne dans l'OTAN en 1982 permet toujours leur utilisation par les Forces armées des États-Unis.